# Mallota haemorrhoidalis
Mallota haemorrhoidalis är en tvåvingeart som beskrevs av Sack 1927. Mallota haemorrhoidalis ingår i släktet hålblomflugor, och familjen blomflugor.
Artens utbredningsområde är Taiwan. Inga underarter finns listade i Catalogue of Life.